# ヤブコウジ
ヤブコウジ（藪柑子、薮柑子、学名: Ardisia japonica）は、サクラソウ科ヤブコウジ属の常緑小低木。林内に生育し、冬に赤い果実をつけ美しいので、栽培もされる。別名、ヤマタチバナ、十両（ジュウリョウ）。

## 分布と生育環境
日本の北海道（奥尻島、本島の一部）、本州、四国、九州に分布し、日本以外では朝鮮半島、中国大陸、台湾に分布する。山地、丘陵地林内の木陰にふつうに自生する。地下茎を伸ばしてふえるので、群生していることが多い。

## 特徴
常緑の草状の小低木。細くて長い地下茎（匍匐茎）が横に這って、先は直立する地上茎になる。地上の茎は円柱形で、高さは10 - 30センチメートル (cm) になる。茎の上部と若い花序にはごく短い粒状の毛が生える。葉は茎の上部2 -3節に集まって3 - 4枚輪生し、深緑色で光沢があり、長楕円形または狭楕円形で、長さ6 - 13 cm、幅2 - 5 cmになり、5 - 8対の葉脈があり、先端はとがり基部はくさび形、葉縁には低く細かい鋸歯がある。葉柄は長さ7 - 13ミリメートル (mm) になる。
花期は夏（7 - 8月）。花序は散形状になり、葉腋または鱗片葉の腋につき、花序柄の長さは1 - 1.5 cmで、2 - 5個の花を下向きにつける。花は白色または帯紅色の両性花で、径6 - 8 mmになる。花冠は5裂し、花冠裂片は長さ4 - 5 mmの広卵形で、片巻き状に右回りに並び、腺点があり、花柄の長さは7 - 10 mmになり、微小な軟毛が生える。萼は5深裂し、萼裂片は広卵形で長さ1.5 mmになる。雄蕊は5個あり花冠裂片より短く、花筒の基部について花冠裂片と対生する。雌蕊は1個で花冠と同じ長さ、子房は卵円形で上位につき1室ある。花は葉陰に隠れるため、果実ほど目立たない。
果実は液果様の核果で、径5 - 6 mmの球形となり、秋（10 - 11月）に赤色に熟し、中に1個の大型の種子が入る。核は球形で多数の縦筋がつく。核を剥くと中に種子があり、マンリョウの種子に姿が似ている。葉陰に隠れるように下向きにつく赤く艶やかな果実は、丈も低いことから、地上性の鳥が食べると考えられている。
- 葉
- 花
- 果実

## 人間との関わり

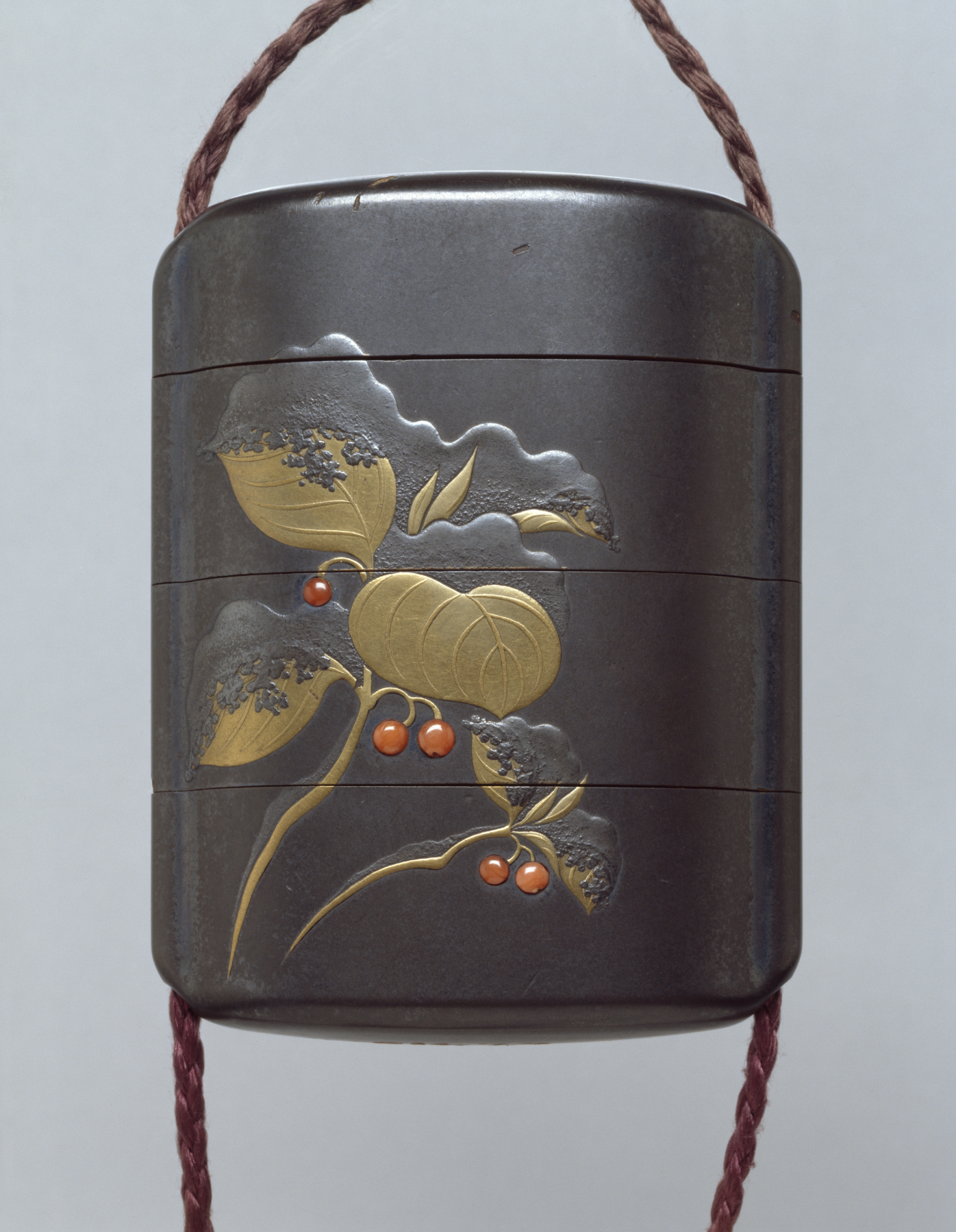
藪柑子をあしらった江戸期の印籠。酒井抱一の下絵によるもの。

正月の縁起物ともされ、センリョウ（千両、センリョウ科）や、マンリョウ（万両）、カラタチバナ（百両）と並べて「十両」とも呼ばれる。寄せ植えの素材などとして使われる。日陰や寒さにも強く、栽培が容易なことから観葉植物としても利用されている。

### 園芸
日陰に強く、他の植栽樹の株元に植える根締めとして植えたり、グラウンドカバーとして用いられる。それとは別に、斑入り品などの変異株が江戸時代より選別され、古典園芸植物の一つとして栽培され、それらには品種名もつけられてきた。古典園芸植物としての名前は紫金牛（これで「こうじ」と読ませる）である。現在では約40の品種が保存されている。
明治年間にも大流行があり、四反の田畑を売って買う者もあり、現代の金額で1000万円もの高値で取り引きされたこともあった。明治20年ごろに葉の変わりものが流行し、新潟県の豪農・市島家が培養した朱の司は1鉢千円の値を付け、1898年（明治31年）にはその投機性から新潟県知事が「紫金牛取締規則」を発令して販売を禁じるほどの流行熱となり、ブームは大正後期まで続いた。1897年、新潟県は、ヤブコウジの投機的売買につき取締規則を公布した。

### 薬用
根茎、または全草の乾燥品は紫金牛（しきんぎゅう）と称する生薬になり、特に中国でよく用いる。紫金牛は、地下の根茎を掘り取って、よく水洗いした後天日乾燥して調整される。回虫、ギョウチュウ駆除作用（虫下し）や、のどの腫瘍、慢性気管支炎の鎮咳、去痰に効用があるといわれ、副作用がなく安全とされる。民間療法では、全草の乾燥品1日量10 - 15グラム、もしくは大量投与で30 - 60グラムを水で煎じて、3回に分けて服用する用法が知られる。大量投与の時に、頭痛、胃の不調、下痢があらわれるが、服用をやめる必要はないとされている。

### 文化
縁起物として扱われた経緯から、落語『寿限無』の中の「やぶらこうじのぶらこうじ」とは本種のことと推測される。寺田寅彦は筆名のひとつに藪柑子(やぶこうじ)がある。

## 下位分類
和名、学名はYistによる。
- シロミヤブコウジ Ardisia japonica (Thunb.) Blume f. albifructa (H.Hara) Sugim. - まれに見られる白い果実をつけるヤブコウジの品種 [5]。
- ホソバヤブコウジ Ardisia japonica (Thunb.) Blume var. angusta (Nakai) Makino et Nemoto - 和名のとおり葉が細く、狭卵形で長さ2-5cm、幅0.6-2cm。伊豆大島、屋久島、台湾に分布するヤブコウジの変種 [5]。
- シラタマコウジ Ardisia japonica (Thunb.) Blume var. angusta (Nakai) Makino et Nemoto f. leucocarpa (Nakai) Sugim. ex T.Yamaz. - 白色の果実をつけるホソバヤブコウジの品種で、伊豆大島に記録がある[5]。